# مایک پارکس
مایکل جانسون پارکس (انگلیسی: Michael Johnson Parkes؛ زادهٔ ۲۴ سپتامبر ۱۹۳۱ در ریچموند، ساری – درگذشتهٔ ۲۸ اوت ۱۹۷۷ در ریوا پرسو چیری، ایتالیا) رانندهٔ بریتانیایی مسابقات اتومبیل‌رانی اهل انگلستان بود. پارکس در خانواده‌ای با پیشینه در صنعت خودروسازی متولد شد و پدر او، جان، رئیس گروه آلویس بود.
او از ۱۸ ژوئیه ۱۹۵۹ در هفت گراند پری از مسابقات جهانی فرمول یک شرکت کرد و موفق شد با کسب ۱۴ امتیاز، دو بار بر روی سکو برود. او در این مسابقات توانست یک بار به جایگاه پول پوزیشن دست یابد. پارکس در زمانی که از مسابقات اتومبیل‌رانی دور بود، به‌عنوان یک مهندس خودروسازی مشغول به کار شد، و در زمانی که برای گروه روتس کار می‌کرد، در پروژه‌ای مشغول بود که در نهایت به تولید خودروی هیلمن ایمپ انجامید.